# Grose Bochse
Die Grose Bochse (Große Büchse) war ein mittelalterliches Riesengeschütz des Deutschen Ordens. Es wurde zwischen Juni und September 1408 in mehreren Teilen gegossen und besaß vermutlich eine Steck- oder Schraubkonstruktion zur Verbindung zwischen Flug und Pulverkammer. Die Ausmaße des nicht erhaltenen Geschützes übertrafen sogar die kurze Zeit danach fertiggestellte Faule Grete und dürften sich in der Größenordnung des Pumhart von Steyr bewegt haben.
Weitere bekannte Riesengeschütze aus dem 15. Jahrhundert sind die ebenfalls im Bronzeguss hergestellten Faule Mette von Braunschweig sowie die Stabringgeschütze Dulle Griet von Gent und Mons Meg.